# Strzelce Wielkie (Grande-Pologne)
Pour les articles homonymes, voir Strzelce Wielkie.
Strzelce Wielkie (prononciation : [ˈstʂɛlt͡sɛ ˈvjɛlkʲɛ]) est un village polonais de la gmina de Piaski dans le powiat de Gostyń de la voïvodie de Grande-Pologne dans le centre-ouest de la Pologne.
Il se situe à environ 2 kilomètres au sud-est de Piaski (siège de la gmina), à 6 kilomètres à l'est de Gostyń (siège du powiat) et à 60 kilomètres au sud de Poznań (capitale régionale).
Le village possède une population de 363 habitants en 2015.

## Histoire
De 1975 à 1998, le village faisait partie du territoire de la voïvodie de Leszno.

Depuis 1999, Strzelce Wielkie est situé dans la voïvodie de Grande-Pologne.